# Майданский сельский совет (Гусятинский район)
Майданский сельский совет (укр. Майданська сільська рада) — входит в состав
Гусятинского района
Тернопольской области
Украины.
Административный центр сельского совета находится в 
с. Майдан.

## Населённые пункты совета
- с. Майдан